# Viszák
Viszák is een plaats (község) en gemeente in het Hongaarse comitaat Vas. Viszák telt 287 inwoners (2001).